# Guntis Belēvičs
Guntis Belēvičs, né le 2 septembre 1958, est un homme politique letton membre du Parti vert de Lettonie (LZP).

## Biographie

### Formation et vie professionnelle
Il étudie la biologie médicale entre 1976 et 1982 à Moscou, et obtient en 1988 un diplôme de sciences biologiques à l'université d'État. Chercheur à l'Académie des sciences de Lettonie entre 1987 et 1989, il fonde en 1993 une chaîne d'officines pharmaceutiques et un laboratoire médical.
En 1995, il passe avec succès un doctorat de biologie à l'université de Lettonie, puis il obtient son diplôme de pharmacie à l'Académie de médecine deux ans plus tard. Depuis 2004, il dirige une ferme biologique.

### Parcours politique
Il se lance en politique en 2013, lors des élections municipales à Riga où il mène la liste du Parti vert de Lettonie. Il échoue à prendre la mairie de la capitale, mais il se fait élire député de l'Union des verts et des paysans (ZZS) à la Diète lors des élections législatives du 4 octobre 2014.
Le 5 novembre suivant, il est nommé ministre de la Santé dans le second gouvernement de coalition de centre-droit de la Première ministre conservatrice Laimdota Straujuma. Il démissionne le 10 juin 2016 et se trouve remplacé un an plus tard par Anda Čakša.